# Iszuien kert
Az Iszuien kert (japánul:依水園) Narában található, Japán régi fővárosában, Kiotó közelében. A Meidzsi-korban építették és azóta óvják, mert ez az egyetlen sétakert (kaijusiki teien) Narában. Két részre bontható, mert eredetileg két különálló kertből állt.

## Története

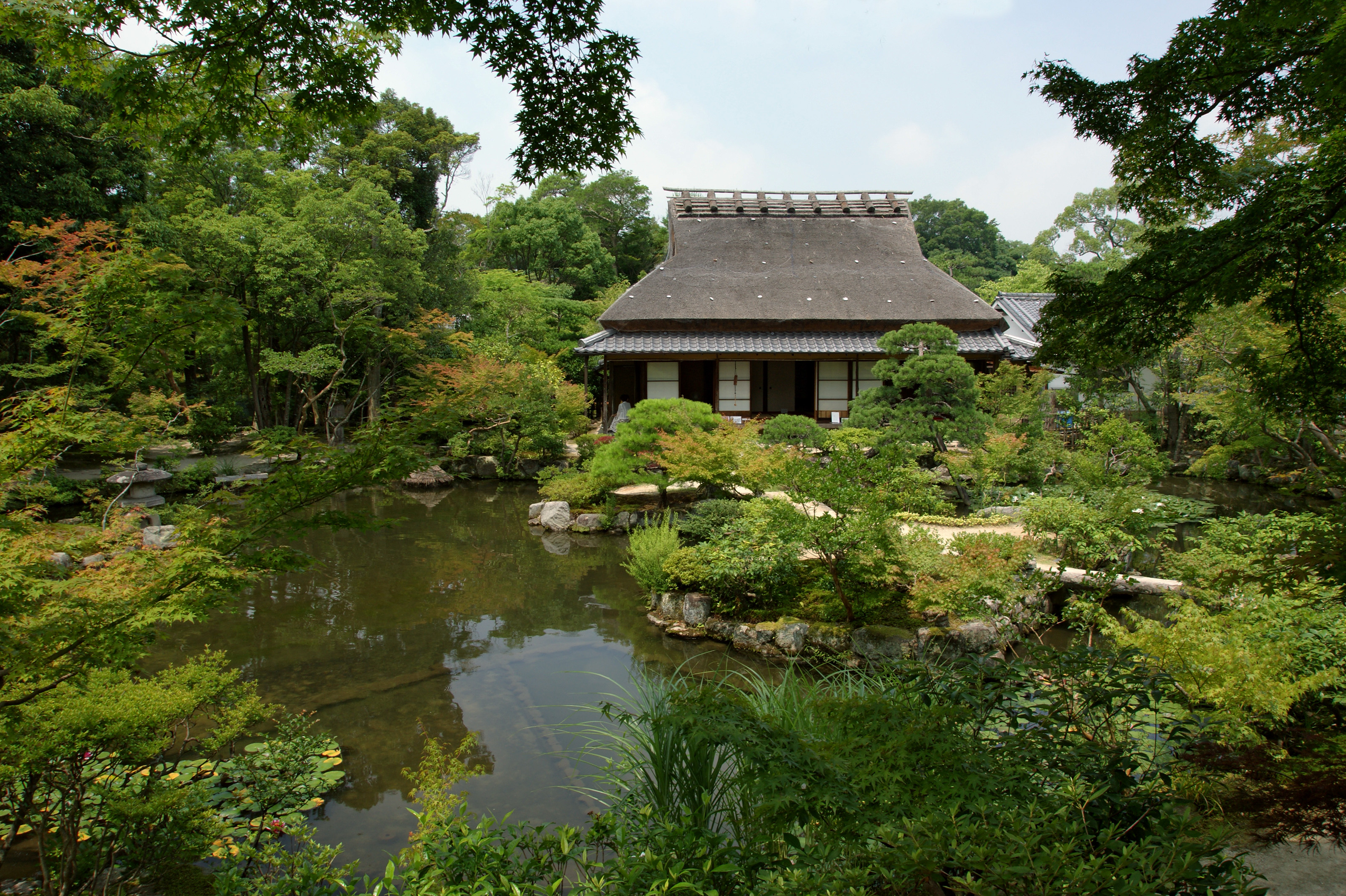
Az egyik teaház

A nyugati kert területe eredetileg a Manisu-in melléktemplom része volt, ami a nagyobb Kófukudzsi templomhoz tartozott. A területet 1670-ben Kijoszumi Micsikojo, egy gazdag tímár vette meg az Enpó-kor idején. A kertet 1673 és 1681 között átépítette és két házat; a Szansu-tei-t és a Tei-su-Ken-t építette családi otthonnak. Ezek nádfedeles épületek voltak. A Szansu-tei (három csoda háza) nevet Mokuan adta, aki a Manpuku-dzsi Óbaku zen buddhista templom főpapja volt.
A nagyobb keleti kertet 1899-ben Szeki Todzsiro tervezte, egy narai üzletember. Todzsiro az átalakításra Horitoku-t, az Uraszenke iskola egyik kertépítőjét kérte fel.
1939-ben a két kertet Dzsunszaku Nakamura, egy narai kereskedő azért vette meg, hogy helyet biztosítson a Neiraku Múzeumnak (japánul: 寧楽美術館), ami hagyományos japán kerámiák gyűjteményének ad helyet.

## Elrendezése
A kert körülbelül 1,35 ha területű.

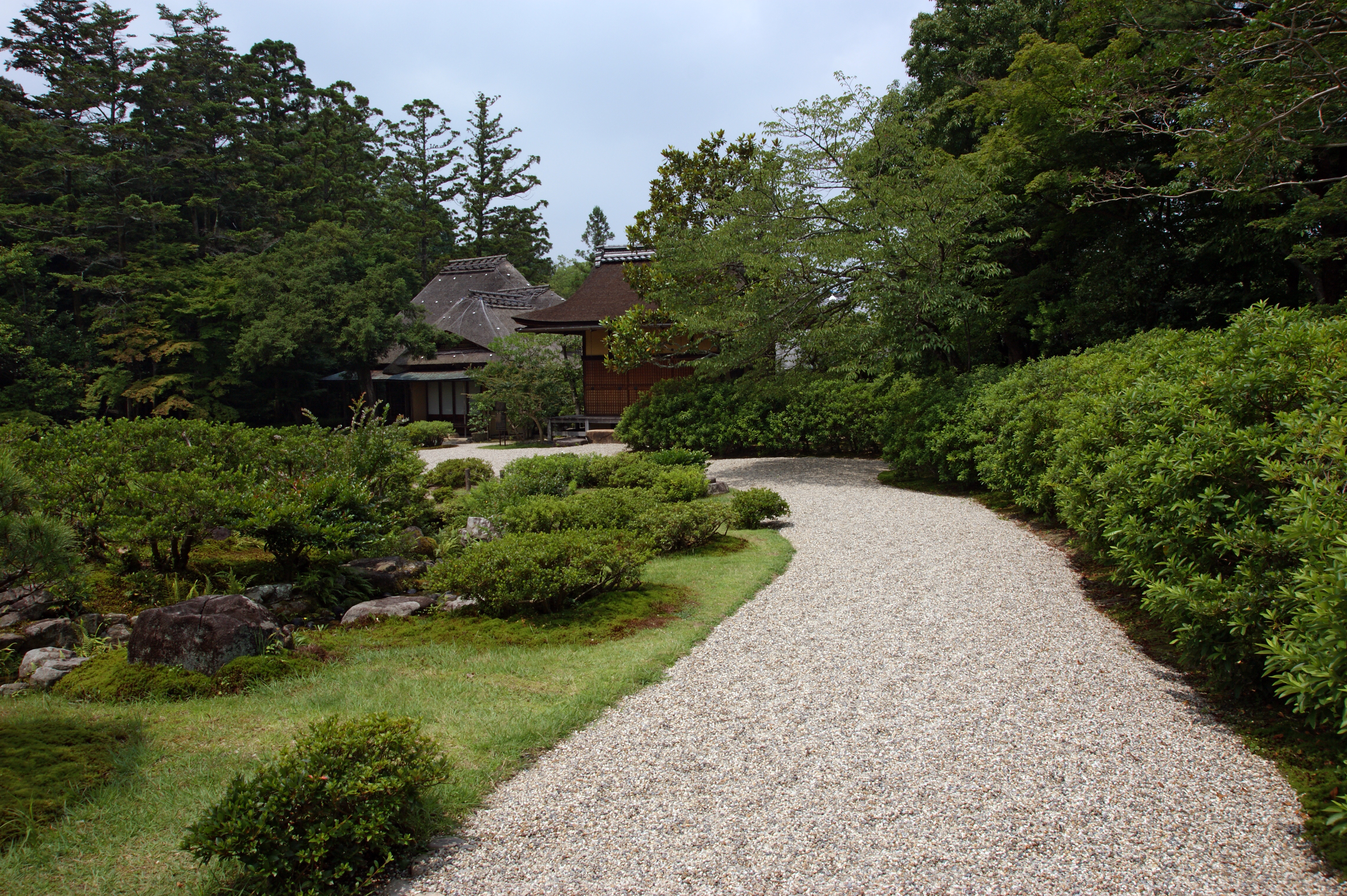
Az Iszuien kert egyik ösvénye

A központi tó két szigetén egy daru- és egy teknősbékaszobor található. Ezek az állatok a japán kultúrában a hosszú életet szimbolizálják.
A Hjosin-tei házat a nyugati medencével együtt Kimura Szeibei tervezte, egy másik kertépítő az Uraszenke iskolából. A kert tervezésekor a sakkei (kölcsönzött tájkép) technikát alkalmazták. A tájkép kompozíciója magába foglalja a Tódaidzsi nagy déli kapujának a tetejét és Nara három magasabb hegyét; a Vakakusza, Kaszuga és Mikasza hegyet. Ezt a látványt nyugatról a Hirumo szentély fái, északról pedig a Tódaidzsi templom foglalja keretbe. Ezzel a kert és a háttér közötti tér eltűnik, ami azt eredményezi, hogy az egész látkép harmonikusan egybemosódik.
A tó alakja a víz (japánul: 水) írásjegyére hasonlít. A központi szigetet a tóparttal lépőkövek ösvénye köti össze, amiket eredetileg festékanyagok kinyerésére alkalmaztak szövetfestéskor. A kert továbbá dekoratív köveket foglal magába, amelyek népszerűek voltak a Meidzsi-korban. A tó vizét a Josiki folyó táplálja, ami a kerttel határos.

## Fordítás
- Ez a szócikk részben vagy egészben  az   Isuien_Garden című angol Wikipédia-szócikk ezen változatának fordításán alapul.  Az eredeti cikk szerkesztőit annak laptörténete sorolja fel. Ez a jelzés csupán a megfogalmazás eredetét és a szerzői jogokat jelzi, nem szolgál a cikkben szereplő információk forrásmegjelöléseként.